# Прудніков Віктор Олексійович
Віктор Олексійович Прудніков (4 лютого 1939, місто Ростов-на-Дону, тепер Ростовської області, Російська Федерація — 3 січня 2015, Москва, Російська Федерація) — радянський військовий діяч, генерал армії, головнокомандувач військ Протиповітряної оборони СРСР. Депутат Верховної Ради УРСР 11-го скликання. Член Ревізійної комісії КПУ в 1986—1990 роках. Член ЦК КПРС у 1990—1991 роках.

## Біографія
Народився в багатодітній родині. У 1953—1956 роках — курсант Ростовської спеціальної школи Військово-повітряних сил (ВПС) СРСР.
У Радянській армії з 1956 року. У 1959 році закінчив Армавірське військове авіаційне училище льотчиків протиповітряної оборони (ППО) СРСР.
У 1959—1960 роках — льотчик-інструктор, з 1960 року — старший льотчик-інструктор навчального винищувального полку Армавірського військового авіаційного училища льотчиків ППО СРСР.
Член КПРС з 1960 року.
У 1967 році закінчив Військово-повітряну академію.
З 1967 року — заступник командира — штурман ескадрильї, з 1968 року — командир ескадрильї. З 1970 року — заступник командира по льотній підготовці, а з лютого 1971 року — командир винищувального авіаційного полку ППО. Багато років служив в Сибіру і на Далекому Сході РРФСР.
З липня 1973 року — заступник командира, з січня 1975 року — командир винищувальної авіаційної дивізії ППО. У січні 1978 — січні 1979 року — 1-й заступник командувача 11-ї окремої армії ППО СРСР.
У 1981 році закінчив Військову академію Генерального штабу Збройних Сил СРСР імені Ворошилова.
У 1981—1983 роках — 1-й заступник командувача 8-ї окремої армії ППО Київського військового округу.
У серпні 1983 — серпні 1989 року — командувач 8-ї окремої армії Протиповітряної оборони (ППО) — заступник командувача військ Київського військового округу з ППО.
У серпні 1989 — вересні 1991 року — командувач військ Московського округу ППО.
З вересня 1991 року — Головнокомандувач Військ ППО — заступник Міністра оборони СРСР. З лютого 1992 року — Головнокомандувач Військ ППО Об'єднаних Збройних Сил держав-учасниць Співдружності незалежних держав (СНД).
У серпні 1992 — грудні 1997 року — Головнокомандувач військ ППО Російської Федерації й одночасно — голова координаційного комітету держав — учасниць СНД з питань ППО.
У грудні 1997 — червні 2001 року — начальник Штабу по координації військової співпраці держав-учасниць СНД.
З лютого 2004 року — у відставці. Проживав у Москві.

## Звання
- Генерал-лейтенант авіації
- Генерал-полковник авіації
- Генерал армії (1996)

## Нагороди
- Орден Червоної Зірки
- Орден Червоного Прапора
- Орден «За службу Батьківщині в Збройних Силах СРСР» 3-го ст.
- Російський орден «За військові заслуги» (1996)
- Медалі
- Лауреат Державної премії Російської Федерації (1995)
- Заслужений військовий льотчик Російської Федерації (1995)